# أليكس سومرز
أليكس سومرز (بالإنجليزية: Alex Somers) هو مؤلف موسيقى تصويرية وموسيقي وفنان أمريكي، ولد في 7 مارس 1984 في بالتيمور في الولايات المتحدة.

## وصلات خارجية
- الموقع الرسمي
- أليكس سومرز على موقع IMDb (الإنجليزية)
- أليكس سومرز على موقع ميوزك برينز (الإنجليزية)
- أليكس سومرز على موقع ديسكوغز (الإنجليزية)
- أليكس سومرز على موقع قاعدة بيانات الفيلم (الإنجليزية)